# ザ・ラグビーチャンピオンシップ2022
ザ・ラグビーチャンピオンシップ2022（2022 Rugby Championship、2022 TRC）は、2022年8月から9月にかけて開催された 南半球4か国のナショナルチームによる「ザ・ラグビーチャンピオンシップ」の第10回大会。主催はSANZAAR。北半球6か国代表によるシックス・ネイションズと並ぶ、強豪国リーグである。

## 冠スポンサー
毎年、各国で冠スポンサーを設けており、2022年大会では各国で以下のような大会名でも呼ぶ。2022年1月から大正製薬がニュージーランドラグビー協会のプレミアムグローバルパートナーになり、今大会から大正製薬がニュージーランド国内向けの大会冠スポンサーとなった。
- ニュージーランド：「リポビタンD・ラグビーチャンピオンシップ（Lipovitan-D Rugby Championship）」[3]
- 南アフリカ共和国：「キャッスルラガー・ラグビーチャンピオンシップ（The Castle Lager Rugby Championship）」[4] - キャッスルラガーは南アフリカ共和国のビール会社ブランド。
- オーストラリア：「イートロ・ラグビーチャンピオンシップ（The eToro Rugby Championship）」[5] - イートロはネット証券会社。
- アルゼンチン：「チューリッヒ・ラグビーチャンピオンシップ（The Zurich Rugby Championship）」[6] - チューリッヒはスイスの保険・金融企業。

## 概要
出典
相手国3チームと2試合ずつ、計6試合を行い、勝ち点で順位を決める。
前回・前々回（2020年大会・2021年大会）は新型コロナウイルス感染症の世界的流行のため中止された対戦があったが、3年ぶりに通常開催に戻った。
今大会からフォーマットを変え、「ミニツアー」的要素を取り入れた。これは、同じ相手チームに対して2試合連続でアウェーで試合を行う（2試合連続で行うために相手国へ遠征する）ほか、逆に、相手チームが2試合連続で試合をしに来る、という内容。
これにより、観客が2試合続けて同一チームとの対戦を地元で観戦でき、遠征ツアーのようなボリューム感を増すねらいがある。ホームとアウェーの編成に かたよりができるため、その国に来ないチームが必ず1チームあることになる。残り2試合は、ホームとアウェーを入れ替えて1試合ずつ行う。チーム対戦構成は、年ごとに変える。
ただし、翌2023年大会はワールドカップ開催のため、試合数を半減させることになった。

## 2022年「ザ・ラグビーチャンピオンシップ」対戦表
| 南アフリカの日程                      | 南アフリカの日程 | 南アフリカの日程      | 南アフリカの日程 |
| 試合順                                | ホーム 側        | 自チーム              | アウエー 側      |
| ------------------------------------- | ---------------- | --------------------- | ---------------- |
| 第1試合                               |                  | 南アフリカ (ホーム)   | ニュージーランド |
| 第2試合                               |                  | 南アフリカ (ホーム)   | ニュージーランド |
| 第3試合                               | オーストラリア   | 南アフリカ (アウェー) |                  |
| 第4試合                               | オーストラリア   | 南アフリカ (アウェー) |                  |
| 第5試合                               | アルゼンチン     | 南アフリカ (アウェー) |                  |
| 第6試合                               |                  | 南アフリカ (ホーム)   | アルゼンチン     |
| オーストラリアは 南アフリカに来ない。 |                  |                       |                  |

| アルゼンチンの日程                        | アルゼンチンの日程 | アルゼンチンの日程      | アルゼンチンの日程 |
| 試合順                                    | ホーム 側          | 自チーム                | アウエー 側        |
| ----------------------------------------- | ------------------ | ----------------------- | ------------------ |
| 第1試合                                   |                    | アルゼンチン (ホーム)   | オーストラリア     |
| 第2試合                                   |                    | アルゼンチン (ホーム)   | オーストラリア     |
| 第3試合                                   | ニュージーランド   | アルゼンチン (アウェー) |                    |
| 第4試合                                   | ニュージーランド   | アルゼンチン (アウェー) |                    |
| 第5試合                                   |                    | アルゼンチン (ホーム)   | 南アフリカ         |
| 第6試合                                   | 南アフリカ         | アルゼンチン (アウェー) |                    |
| ニュージーランドは アルゼンチンに来ない。 |                    |                         |                    |

| オーストラリアの日程                    | オーストラリアの日程 | オーストラリアの日程      | オーストラリアの日程 |
| 試合順                                  | ホーム 側            | 自チーム                  | アウエー 側          |
| --------------------------------------- | -------------------- | ------------------------- | -------------------- |
| 第1試合                                 | アルゼンチン         | オーストラリア (アウェー) |                      |
| 第2試合                                 | アルゼンチン         | オーストラリア (アウェー) |                      |
| 第3試合                                 |                      | オーストラリア (ホーム)   | 南アフリカ           |
| 第4試合                                 |                      | オーストラリア (ホーム)   | 南アフリカ           |
| 第5試合                                 |                      | オーストラリア (ホーム)   | ニュージーランド     |
| 第6試合                                 | ニュージーランド     | オーストラリア (アウェー) |                      |
| アルゼンチンは オーストラリアに来ない。 |                      |                           |                      |

| ニュージーランドの日程                  | ニュージーランドの日程 | ニュージーランドの日程      | ニュージーランドの日程 |
| 試合順                                  | ホーム 側              | 自チーム                    | アウエー 側            |
| --------------------------------------- | ---------------------- | --------------------------- | ---------------------- |
| 第1試合                                 | 南アフリカ             | ニュージーランド (アウェー) |                        |
| 第2試合                                 | 南アフリカ             | ニュージーランド (アウェー) |                        |
| 第3試合                                 |                        | ニュージーランド (ホーム)   | アルゼンチン           |
| 第4試合                                 |                        | ニュージーランド (ホーム)   | アルゼンチン           |
| 第5試合                                 | オーストラリア         | ニュージーランド (アウェー) |                        |
| 第6試合                                 |                        | ニュージーランド (ホーム)   | オーストラリア         |
| 南アフリカは ニュージーランドに来ない。 |                        |                             |                        |

## 戦績
出典
| 順位 | 国               | 勝敗   | 勝敗 | 勝敗     | 勝敗 | 得点 | 得点 | 得点     | 4トライ以上の ボーナス ポイント | 7点差以内の敗戦 ボーナス ポイント | 勝ち点 合計 |
| 順位 | 国               | 試合数 | 勝ち | 引き分け | 負け | 得点 | 失点 | 得失点差 | 4トライ以上の ボーナス ポイント | 7点差以内の敗戦 ボーナス ポイント | 勝ち点 合計 |
| ---- | ---------------- | ------ | ---- | -------- | ---- | ---- | ---- | -------- | ------------------------------- | --------------------------------- | ----------- |
| 1    | ニュージーランド | 6      | 4    | 0        | 2    | 195  | 128  | +67      | 2                               | 1                                 | 19          |
| 2    | 南アフリカ共和国 | 6      | 4    | 0        | 2    | 164  | 119  | +45      | 2                               | 0                                 | 18          |
| 3    | オーストラリア   | 6      | 2    | 0        | 4    | 142  | 194  | –52      | 1                               | 1                                 | 10          |
| 4    | アルゼンチン     | 6      | 2    | 0        | 4    | 143  | 203  | –60      | 1                               | 0                                 | 9           |

勝ち点の合計で優勝を競う。勝ち4点、引き分け2点、負け0点。勝敗にかかわらず4トライ以上で1点、7点差以内の負けで1点。

### 優勝・2国間トロフィー
| 優勝                       | ニュージーランド | 19回目 | 1996年トライネイションズからの通算             |                                       |
| ブレディスローカップ       | ニュージーランド |        | オーストラリアとニュージーランドとの対戦の勝者 | 2試合のうち1試合目2022年9月15日に決定 |
| マンデラチャレンジプレート | オーストラリア   |        | 南アフリカとオーストラリアとの対戦の勝者       | 2試合のうち1試合目2022年8月27日に決定 |
| フリーダムカップ           | ニュージーランド |        | 南アフリカとニュージーランドとの対戦の勝者     | 2試合のうち1試合目2022年8月13日に決定 |
| ピューマトロフィー         | オーストラリア   |        | アルゼンチンとオーストラリアとの対戦の勝者     | 2試合のうち1試合目2022年8月6日に決定  |
| ウドゥン・スプーン         | アルゼンチン     | 9回目  | 最下位に与えられる不名誉な称号                 |                                       |

## 対戦詳細

### Round 1
| 2022年8月6日 17:05 SAST (UTC+2) | 南アフリカ共和国                                                                                              | 26–10    | ニュージーランド                                               | ムボンベラ・スタジアム, ネルスプロイト, 南アフリカ共和国 観客数: 42,367人 レフリー: アンガス・ガードナー (オーストラリア) |
| 2022年8月6日 17:05 SAST (UTC+2) | T: Arendse 9' c le Roux 80' c G: Pollard (2/2) 10', 80' PG: Pollard (3/3) 22', 50', 73' DG: Pollard (1/1) 58' | レポート | T: Frizell 78' c G: Mo'unga (1/1) 79' PG: J. Barrett (1/1) 35' | ムボンベラ・スタジアム, ネルスプロイト, 南アフリカ共和国 観客数: 42,367人 レフリー: アンガス・ガードナー (オーストラリア) |

特記事項:
- 南アフリカは2009年以来初めてニュージーランドに連勝した。
- ニュージーランドは世界ラグビーランキングで5位に落ち、史上最低の順位となった。
- ニュージーランドがザ・ラグビーチャンピオンシップおよび前身大会トライネーションズの開幕戦で敗れたのは、2005年以来。
- 南アフリカ共和国が、ニュージーランドに対して26得点で勝利したのは、1928年6月30日に17対0で勝利して以来のこと。

| 2022年8月6日 16:05 AST (UTC-3) | アルゼンチン                                                                                          | 26–41    | オーストラリア (1 BP) | エスタディオ・マルビナス・アルヘンティナス, メンドーサ, アルゼンチン 観客数: 33,000人 レフリー: Mike Adamson (スコットランド) |
| 2022年8月6日 16:05 AST (UTC-3) | T: マテーラ 5' c ゴンサレス 54' c G: ボフェッリ (2/2) 6', 57' PG: ボフェッリ (4/5) 11', 15', 21', 41' | レポート | T: ペタイア 17' c マクライト 47' c PT 61' ファインガア 69' c イキタウ 80+5' c G: クーパー (1/1) 18' ホッジ (3/3) 48', 71', 80+6' PG: クーパー (1/1) 9' ホッジ (1/1) 65' | エスタディオ・マルビナス・アルヘンティナス, メンドーサ, アルゼンチン 観客数: 33,000人 レフリー: Mike Adamson (スコットランド) |

特記事項
- オーストラリアがピューマトロフィーを守った。

### Round 2
| 2022年8月13日 17:05 SAST (UTC+2) | 南アフリカ共和国                                                                           | 23–35    | ニュージーランド | エリス・パーク・スタジアム, ヨハネスブルグ, 南アフリカ共和国 観客数: 61,519人 レフリー: ルーク・ピアース (イングランド) |
| 2022年8月13日 17:05 SAST (UTC+2) | T: アム 36' c マピンピ 58' c G: ポラード (2/2) 59', 37' PG: ポラード (3/3) 40+1', 45', 67' | レポート | T: ケイン 27' m タウケイアホ 32' c ハヴィリ 73' c Sバレット 78' c G: モウンガ (3/4) 34', 74', 80' PG: モウンガ (3/3) 24', 48', 57' | エリス・パーク・スタジアム, ヨハネスブルグ, 南アフリカ共和国 観客数: 61,519人 レフリー: ルーク・ピアース (イングランド) |

特記事項
- ニュージーランドがフリーダムカップを守った。

| 2022年8月13日 16:05 AST (UTC-3) | (1 BP) アルゼンチン | 48–17    | オーストラリア                                                                           | Estadio San Juan del Bicentenario, サンフアン, アルゼンチン 観客数: 23,155人 レフリー: Karl Dickson (イングランド) |
| 2022年8月13日 16:05 AST (UTC-3) | T: イモフ 1' c ガジョ (2) 5' c, 63' c デラフエンテ 23' c ゴンサレス 30' m ボフェッリ 77' m Albornoz 80+1' c G: ボフェッリ (5/7) 2', 6', 25', 64', 80+2' PG: ボフェッリ (1/1) 53' | レポート | T: スリッパー 11' c イキタウ 66' c G: オコーナー (2/2) 12', 66' PG: オコーナー (1/1) 16' | Estadio San Juan del Bicentenario, サンフアン, アルゼンチン 観客数: 23,155人 レフリー: Karl Dickson (イングランド) |

特記事項
- アルゼンチンにとってオーストラリアに対する最大得点差での勝利となり、1983年の18対3での勝利を上回った。

### Round 3
| 27 August 2022 15:00 ACST (UTC+9:30) | オーストラリア                                                                                      | 25–17    | 南アフリカ共和国                                                                                 | アデレード・オーバル, アデレード, オーストラリア 観客数: 36,336人 レフリー: Paul Williams (ニュージーランド) |
| 27 August 2022 15:00 ACST (UTC+9:30) | T: マクライト (2) 2' c, 57' c コロインベテ 47' m G: Lolesio (2/3) 2', 58' PG: Lolesio (2/2) 6', 63' | レポート | T: スミス (2) 75' c, 80' c G: ヤンチース (1/1) 75' ヘンドリクセ (1/1) 80' PG: ポラード (1/3) 23' | アデレード・オーバル, アデレード, オーストラリア 観客数: 36,336人 レフリー: Paul Williams (ニュージーランド) |

特記事項
- オーストラリアがマンデラチャレンジプレートを守った。

| 2022年8月27日 19:45 NZST (UTC+12) | (1 BP) ニュージーランド                                                                                | 18–25    | アルゼンチン                                                                                 | Rugby League Park, クライストチャーチ, ニュージーランド 観客数: 20,000人 レフリー: ニカ・アマシュケリ (ジョージア) |
| 2022年8月27日 19:45 NZST (UTC+12) | T: タウケイアホ 11' m クラーク 32' c G: モウンガ (1/2) 33' PG: モウンガ (2/3) 28', 46' Jバレット (0/1) | レポート | T: ゴンサレス 47' c G: ボフェッリ (1/1) 48' PG: ボフェッリ (6/6) 7', 17', 36', 40', 56', 65' | Rugby League Park, クライストチャーチ, ニュージーランド 観客数: 20,000人 レフリー: ニカ・アマシュケリ (ジョージア) |

特記事項
- アルゼンチンにとってニュージーランドに対する初のアウェー勝利。ザ・ラグビーチャンピオンシップでアルゼンチンが2試合連続で勝利したのも初めて。
- ニュージーランドが初めてホームゲーム3連敗。暦年でホームゲーム3連敗したのも初めて。

### Round 4
| 2022年9月3日 19:05 NZST (UTC+12) | (1 BP) ニュージーランド | 53–3     | アルゼンチン             | ワイカト・スタジアム, ハミルトン, ニュージーランド 観客数: 22,000人 レフリー: ニック・ベリー (オーストラリア) |
| 2022年9月3日 19:05 NZST (UTC+12) | T: デグルート 9' c クラーク 18' c イオアネ 37' c Jバレット 60' c サヴェア 66' m レタリック 73' c Bバレット 80+3' c G: モウンガ (4/4) 10', 20', 38', 61' Jバレット (2/3) 75', 80+4' PG: モウンガ (2/2) 2', 46' | レポート | PG: ボフェッリ (1/1) 32' | ワイカト・スタジアム, ハミルトン, ニュージーランド 観客数: 22,000人 レフリー: ニック・ベリー (オーストラリア) |

特記事項
- 1997年6月28日にニュージーランドがアルゼンチンに62対10で勝利した以来の、得点差の勝利となった。

| 2022年9月3日 19:35 AEST (UTC+10) | オーストラリア                      | 8–24     | 南アフリカ共和国 (1 BP)                                                                                      | シドニー・フットボール・スタジアム, シドニー, オーストラリア 観客数: 38,292人 レフリー: ベン・オキーフ (ニュージーランド) |
| 2022年9月3日 19:35 AEST (UTC+10) | T: サム 78' m PG: Lolesio (1/1) 31' | レポート | T: デアレンデ 8' c ムーディ 38' m モスタート 42' m マピンピ 70' c G: ウィレムス (1/3) 10' ステイン (1/1) 71' | シドニー・フットボール・スタジアム, シドニー, オーストラリア 観客数: 38,292人 レフリー: ベン・オキーフ (ニュージーランド) |

特記事項
- 2022年に改築したシドニー・フットボール・スタジアムでの最初のテストマッチ。
- 南アフリカ共和国がオーストラリアで勝利したのは、2013年以来。

### Round 5
| 2022年9月15日 19:45 AEST (UTC+10) | (1 BP) オーストラリア | 37–39    | ニュージーランド | ドックランズ・スタジアム, メルボルン, オーストラリア 観客数: 53,343人 レフリー: マシュー・ライナル (フランス) |
| 2022年9月15日 19:45 AEST (UTC+10) | T: ヴァレティニ 25' c ケラウェイ (2) 60' c, 66' c サム 72' c G: フォーリー (4/4) 26', 62', 67', 73' PG: フォーリー (2/2) 17', 47' ホワイト (1/1) 77' | レポート | T: タウケイアホ (2) 3' c, 40' c モウンガ 51' c ジョーダン 54' c Jバレット 80' m G: モウンガ (4/5) 4', 42', 52', 55' PG: モウンガ (2/2) 11', 70' | ドックランズ・スタジアム, メルボルン, オーストラリア 観客数: 53,343人 レフリー: マシュー・ライナル (フランス) |

特記事項
- ニュージーランドがブレディスローカップを守った。

| 2022年9月17日 16:10 AST (UTC-3) | アルゼンチン                                                                  | 20–36    | 南アフリカ共和国 (1 BP) | エスタディオ・リベルタドーレス・デ・アメリカ-リカルド・エンリケ・ボチーニ, ブエノスアイレス州, アルゼンチン 観客数: 34,000人 レフリー: James Doleman (ニュージーランド) |
| 2022年9月17日 16:10 AST (UTC-3) | T: PT 65' モローニ 68' c G: ボフェッリ (1/1) 68' PG: ボフェッリ (2/3) 8', 23' | レポート | T: PT 20' ヘンドリクセ 27' c マークス (2) 32' m, 79' c デアレンデ 74' c G: ウィレムス (1/2) 28' ステイン (2/2) 75', 80+1' PG: ウィレムス (1/2) 11' | エスタディオ・リベルタドーレス・デ・アメリカ-リカルド・エンリケ・ボチーニ, ブエノスアイレス州, アルゼンチン 観客数: 34,000人 レフリー: James Doleman (ニュージーランド) |

特記事項
- エスタディオ・リベルタドーレス・デ・アメリカ-リカルド・エンリケ・ボチーニで行われた初のテストマッチ。

### Round 6
| 2022年9月24日 19:05 NZST (UTC+12) | (1 BP) ニュージーランド | 40–14    | オーストラリア                                                                    | イーデン・パーク, オークランド, ニュージーランド 観客数: 47,000人 レフリー: アンドリュー・ブライス (アイルランド) |
| 2022年9月24日 19:05 NZST (UTC+12) | T: ジョーダン 22' c PT 26' ホワイトロック 42' c テイラー 53' m タウケイアホ 64' m G: モウンガ (2/4) 24', 42' PG: モウンガ (3/3) 20', 46', 76' | レポート | T: ファインガア 58' c ペタイア 80+2' c G: フォーリー (1/1) 59' ホッジ (1/1) 80+3' | イーデン・パーク, オークランド, ニュージーランド 観客数: 47,000人 レフリー: アンドリュー・ブライス (アイルランド) |

特記事項
- オーストラリアは、この敗北により世界ラグビーランキングで9位に落ち、史上最低の順位となった。

| 2022年9月24日 17:05 SAST (UTC+2) | 南アフリカ共和国 | 38–21    | アルゼンチン                                                                            | キングス・パーク・スタジアム, ダーバン, 南アフリカ共和国 観客数: 45,982人 レフリー: Damon Murphy (オーストラリア) |
| 2022年9月24日 17:05 SAST (UTC+2) | T: ヴィーセ 18' c コリシ 28' c PT (2) 54', 72' アレンゼ 80+1' c G: ステイン (3/3) 19', 29', 80+2' PG: ステイン (1/1) 37' | レポート | T: ベルトラノウ 39' c ゴンサレス 46' c モローニ 67' c G: ボフェッリ (3/3) 40', 47', 68' | キングス・パーク・スタジアム, ダーバン, 南アフリカ共和国 観客数: 45,982人 レフリー: Damon Murphy (オーストラリア) |

## 放送
- WOWOW - 「南半球4カ国対抗戦 ザ・ラグビーチャンピオンシップ2022」[11]